# When the Music's Over
 When the Music's Over  (укр. Коли змовкне музика) — це пісня каліфорнійського гурту «The Doors»,  остання на їхньому другому студійному альбомі «Strange Days». Коли гурт записував цю пісню, Джим Моррісон не прийшов на сесію, тож група записала її зі співом клавішника Рея Манзарека. Моррісон записав свій вокал на наступний день.
Разом з такими творами як піснею «The End» та концептуальною п'єсою «Celebration of the Lizard», «When the Music's Over» є однією з найтриваліших у творчості «Doors». На своїх концертах гурт майже завжди імпровізував під час її виконання — тим самим тривалість треку збільшувалася до 15 чи 17 хвилин. Наприклад, на першому концертнику Absolutely Live тривалість становить 16:16.
«When the Music's Over» звучить наприкінці культової кіно-картини Френсіса Копполи Апокаліпсис сьогодні (1979 рік), коли Віллард вбиває Курца. У театральній версії фільму, вона була замінена на "The End".